# Maria Gräfin von Maltzan
Maria Helene Françoise Izabel Gräfin von Maltzan, Freiin zu Wartenberg und Penzlin (* 25. März 1909 in Militsch, Provinz Schlesien; † 12. November 1997 in Berlin) war eine deutsche Biologin, Tierärztin und Widerstandskämpferin gegen die Nationalsozialisten.

## Leben

### Herkunft und Kindheit
Maria Gräfin von Maltzan wurde als jüngstes von sieben Kindern auf Schloss Militsch, etwa 55 Kilometer nördlich von Breslau, geboren. Ihr Vater, Andreas von Maltzan (20. Mai 1863–10. April 1921), gehörte zum alten norddeutsch-schwedischen Adel, die Familie war von Pommern nach Schlesien gekommen. Ihre Mutter, Elisabeth (24. Januar 1869–25. Februar 1934), war eine geborene von der Schulenburg und stammte aus Schloss Oefte im heutigen Essener Stadtteil Kettwig.
Maltzan wuchs naturverbunden auf der zwölf Güter umfassenden Herrschaft ihres Vaters auf. Zu ihrem Vater hatte sie ein herzliches Verhältnis. Mit der Mutter und ihrem einzigen Bruder hat sie sich zeitlebens nicht verstanden. Schon früh zeichnete sie sich durch ein rebellisches, unkonventionelles Wesen aus. Vor allem Ungerechtigkeit und Gewalt gegenüber Schwächeren und Tieren waren ihr von klein auf zuwider, worin sie der als sehr sozial geltende Vater bestärkte.

### Ausbildung
Die junge Komtess ging zunächst in Warmbrunn auf ein Internat, dann setzte sie den Schulbesuch auf dem Kirstein-Lyzeum in Berlin fort. Gegen den Willen ihrer Mutter – der Vater war 1921 verstorben – besuchte sie danach anstatt einer Schule für höhere Töchter die naturwissenschaftlich orientierte Elisabeth-Oberschule in Berlin-Kreuzberg und machte 1927 das Abitur. Sie studierte zunächst in Breslau, ab 1928 in München Zoologie, Botanik und Anthropologie. 1933 promovierte sie bei Reinhard Demoll in Fischereibiologie mit einer Arbeit über die Ernährungsbiologie und -physiologie von Karpfen zum Dr. rer. nat., fand aber wegen erster Aktivitäten im Widerstand gegen den Nationalsozialismus keine Anstellung in einem wissenschaftlichen Institut.

### Reisen, Münchner Bohème und erste Kontakte zum Widerstand
Durch den Jesuiten Friedrich Muckermann kam sie in Kontakt zum katholischen Widerstand. Sie brachte Adolf Hitler betreffendes illegales Informationsmaterial über Starnberg nach Innsbruck. 1934 reiste sie mit einem Freund im Auto über Frankreich und Spanien nach Afrika: ein Jahr lang durch Marokko, Algerien, die Sahara, Libyen, Ägypten und zurück.
Nach München zurückgekehrt, bewegte sie sich  – Pfeife und Zigarre rauchend – in Bohème-Kreisen, hatte zahlreiche Affairen und jobbte als Übersetzerin, freie Journalistin und Lektorin. Sie verdingte sich als Pferdepflegerin und heuerte als Double für Reitszenen bei der Bavaria Film an. 1935 heiratete sie den Schauspieler und Kabarettisten Walter Hillbring und zog mit ihm nach Berlin, wo sie im Verlagswesen tätig war. Die Ehe scheiterte bereits nach einem Jahr; Hillbring kehrt nach München zurück, Maltzan bleibt in der Hauptstadt.

### Berufliche Laufbahn und Widerstand ab 1937

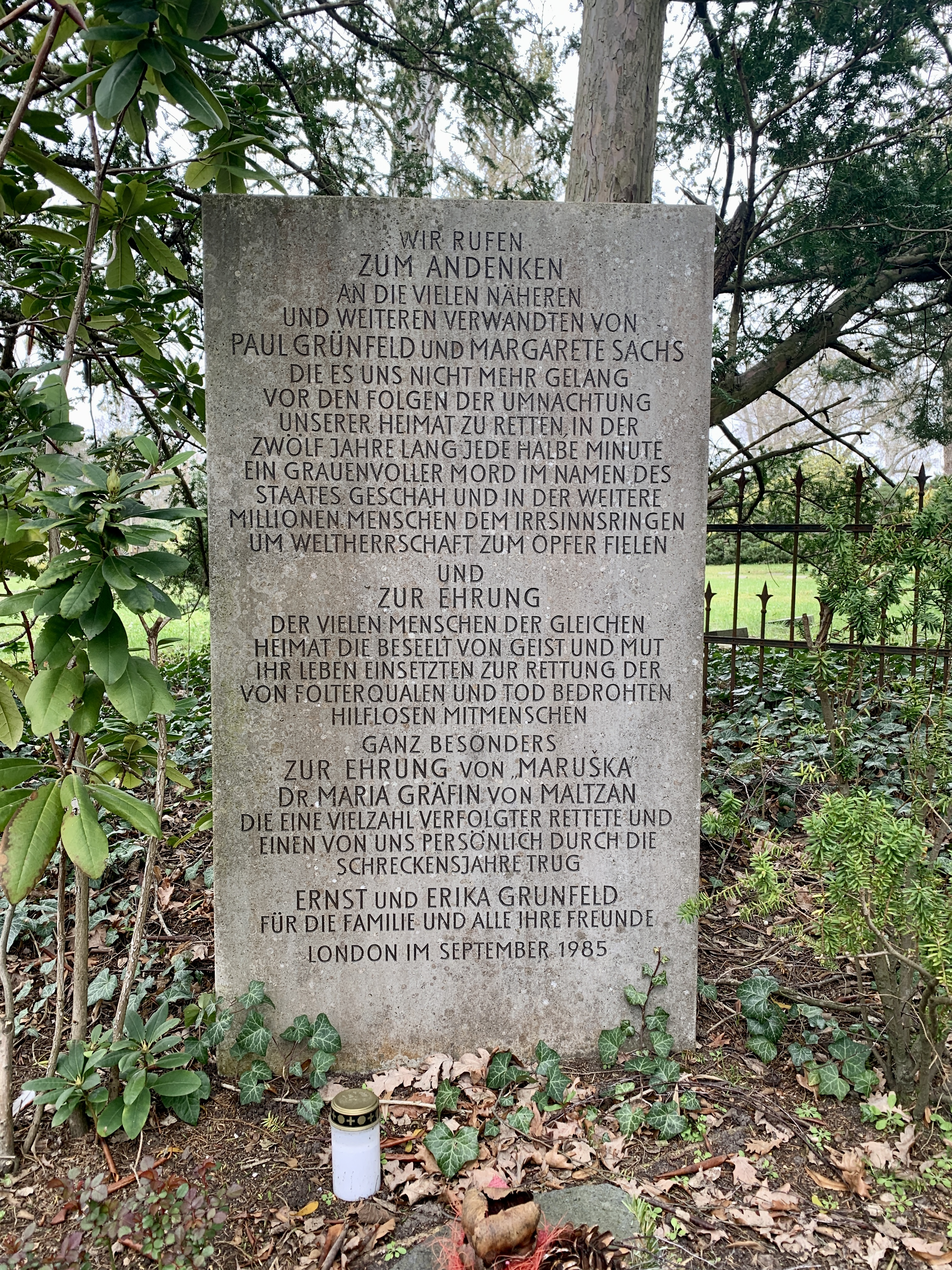
Gedenkstein für Maria Gräfin Maltzan auf dem Friedhof Zehlendorf, Grabfeld der Familie Grünfeld (1985)

Nach der Pogromnacht vom 9. auf den 10. November 1938 machte sie beim Roten Kreuz eine Ausbildung als Vorhelferin. Nach dem Kriegsausbruch 1939 wurde Maltzan zunächst zur Postprüfstelle, später zum Suchdienst des Deutschen Roten Kreuzes eingezogen. 1940 begann sie in Berlin ein Studium der Veterinärmedizin, das sie 1943 mit dem Staatsexamen abschloss. Sie arbeitete als Praxisvertretung und beim Tierschutzverein.
Auch in Berlin unterhielt Maltzan Kontakt zu Widerstandsgruppen. 1937 nahm sie erstmals einen aus dem KZ entlassenen Mann auf. Ab 1942 versteckte sie ihren Freund, den jüdischen Literaten Hans Hirschel (1900–1975), den früheren Herausgeber der 1925 gegründeten Zeitschrift für deutsche Avantgarde-Literatur Das Dreieck, von dem sie schwanger war, und zwei weitere Juden in ihrer Wohnung in Berlin-Wilmersdorf. Zeitweise mussten die Männer tagelang, nur von wenigen Pausen unterbrochen, in den Bettkästen der Schlafsofas ausharren, um nicht der Gestapo in die Hände zu fallen. Während dieser Zeit starb ihr um einen Monat zu früh geborenes Kind, als durch einen Bombenangriff ein Stromausfall an dem Brutkasten eintrat, in dem der Säugling lag.
In Zusammenarbeit mit der Schwedischen Kirche (Victoriakirche in Wilmersdorf) verhalf Maltzan von Nazis Verfolgten zur Flucht, besorgte falsche Pässe und führte die Flüchtenden durch die Kanalisation von Berlin. Zudem war sie an der „Aktion Schwedenmöbel“ beteiligt, in deren Rahmen in zum Transport verladenen Möbelkisten, die schwedische Staatsbürger nach Hause schicken durften, Juden und politisch Verfolgte versteckt wurden. Man kann davon ausgehen, dass sie auf verschiedenen Wegen bei der Rettung von etwa 60 politisch oder rassisch Verfolgten half. Als geübte Schwimmerin beteiligte sie sich an einer Rettungsaktion, bei der Juden schwimmend über den Bodensee an die Schweizer Grenze gebracht wurden. Maltzans Allianzen im Widerstand gegen den Nationalsozialismus waren nicht an eine bestimmte politische Couleur gebunden. Kontakte hielt sie zu Kommunisten ebenso wie zum Kreisauer Kreis. Ihr Bruder hingegen war Nationalsozialist geworden.
Noch während der letzten Kriegsmonate half Maltzan Flüchtlingen und Deserteuren und organisierte eine private Suppenküche für Zwangsarbeiter auf dem Hinterhof ihres Wohnhauses Detmolder Straße 11, das schließlich noch zerstört wurde.

### Nachkriegszeit und später Ruhm
Nach Kriegsende arbeitete sie als Tierärztin mit eigener Praxis zunächst für die sowjetischen, später für die britischen Besatzungsoffiziere. Nach Militsch konnte sie nicht zurück: Ihr Bruder war gefallen, der Besitz weitgehend verloren und die Familie in alle Winde zerstreut. 1945 wurde Militsch unter polnische Verwaltung gestellt.
Im Jahr 1947 heiratete Maltzan Hans Hirschel, die Ehe wurde bereits 1949 geschieden, 1972 heirateten die beiden erneut. Ihren Beruf hatte die Tierärztin zwischenzeitlich aufgeben müssen: Wegen Tablettenabhängigkeit und Drogensucht wurde sie mehrfach in die Psychiatrie zwangseingewiesen und verlor ihre Approbation und ihre Praxis. Nach Wiedererlangung der Approbation als Tierärztin zog sie mit einem Zirkus durch die Lande und arbeitete im Berliner Zoo; mit über 50 Jahren arbeitete sie in ganz Deutschland und in der Schweiz als Urlaubsvertretung für Tierärzte.
Nach dem Tod ihres Mannes 1975 eröffnete sie in der Nähe des Berliner Kurfürstendamms eine eigene gutgehende Tierarztpraxis, die von Prominenten (auch aus dem Rotlichtmilieu) frequentiert wurde, ab 1981 ließ sie sich in Berlin-Kreuzberg noch einmal mit einer kleinen Tierarztpraxis nieder. Die Tiere der Punks in der Nachbarschaft betreute sie kostenlos. Äußerlich von eher ruppigem und aufbrausendem Wesen, setzte sie sich für gesellschaftlich Ausgegrenzte und Menschen mit Migrationshintergrund in ihrem Viertel ein und geriet nicht selten in Konflikt mit der Obrigkeit. Dort – am Ende der Naunynstraße – wurde am 6. April 2022 das Rondell, wo ihre Tierarztpraxis war, in „Maria-von-Maltzan-Platz“ benannt.
Sie veröffentlichte 1986 ihre Memoiren unter dem Titel Schlage die Trommel und fürchte dich nicht, sie trat in Talkshows auf, unter anderem bei Alfred Biolek, und wurde einem größeren Publikum bekannt. 1987 wurde der Judenhelferin der Ehrentitel Gerechte unter den Völkern verliehen. Am 1. Oktober 1989 erhielt sie den Verdienstorden des Landes Berlin. In der Nachbarschaft in Berlin-Wilmersdorf lebte der Publizist Reimar Lenz, zu dessen Freundes- und Gesprächskreis sie gehörte, so dass sie auch im Rahmen der Langzeitdokumentation Berlin – Ecke Bundesplatz mehrfach auftrat.
Maria Gräfin von Maltzan starb am 12. November 1997 im Alter von 88 Jahren in Berlin. Die Beisetzung fand am 20. November 1997 auf dem Friedhof Heerstraße im heutigen Ortsteil Berlin-Westend statt.

## Nachwirkung

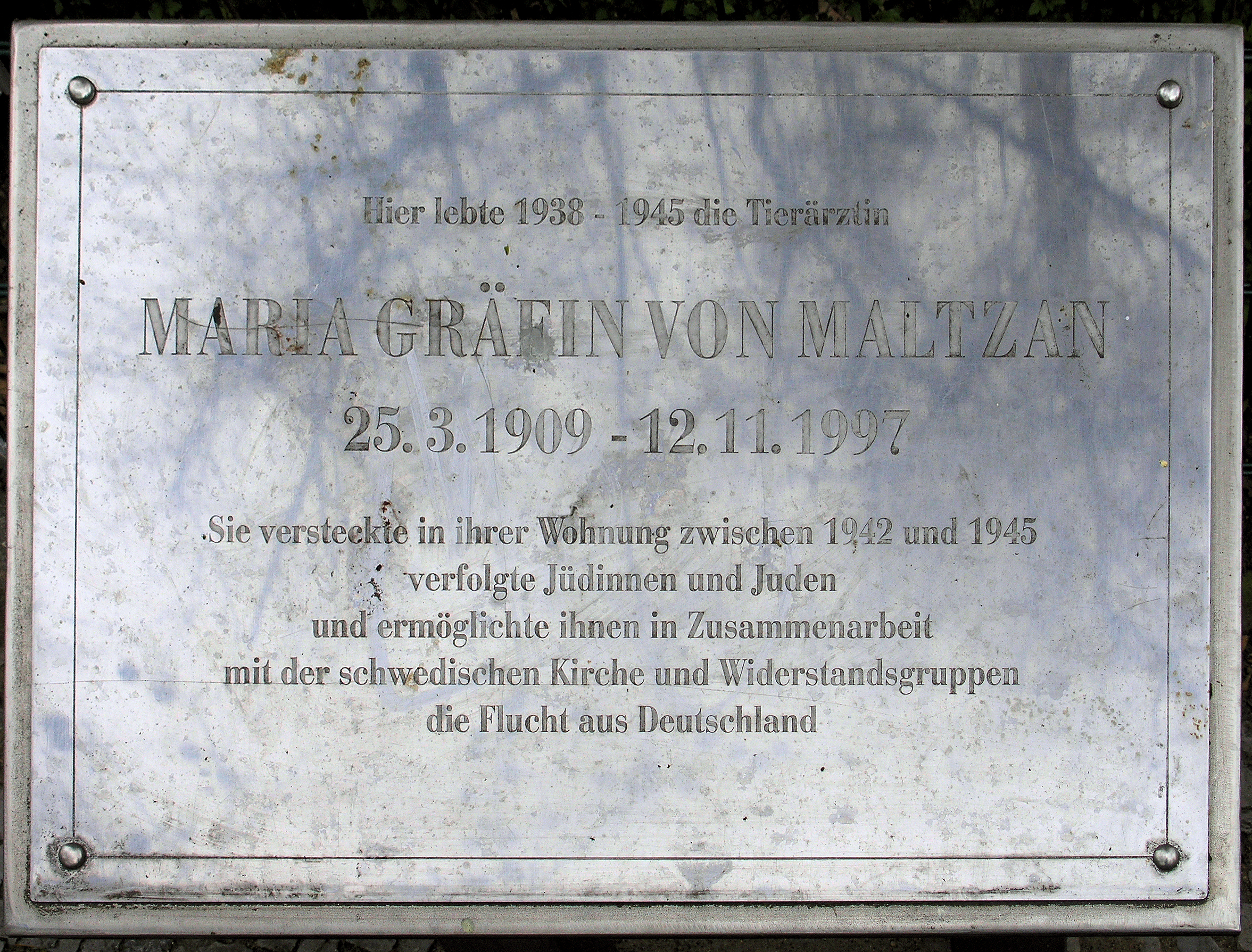
Gedenktafel an der Detmolder Straße 11 in Berlin-Wilmersdorf

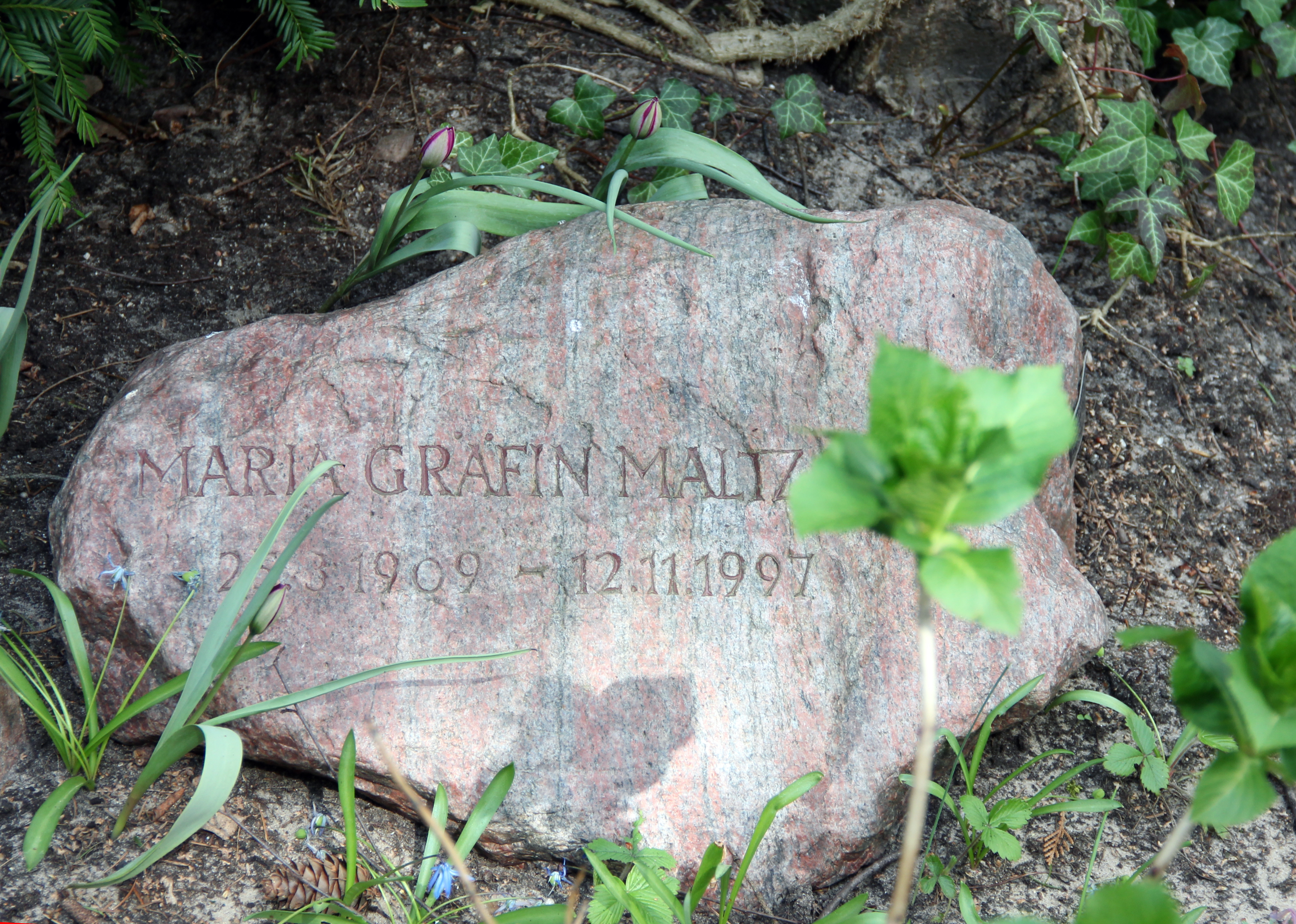
Ehrengrab des Landes Berlin von Maria Gräfin von Maltzan auf dem Friedhof Heerstraße in Berlin-Westend

Der Spielfilm Versteckt (1984) basiert lose auf von Maltzans Lebensgeschichte. Jacqueline Bisset spielt in ihm die Gräfin und Jürgen Prochnow ihren Ehemann.
Im Jahr 1985 errichteten Ernst und Erika Grünfeld einen Gedenkstein für Maria von Maltzan auf dem Friedhof Zehlendorf direkt auf einer Grabfläche, die der Familie Grünfeld gewidmet ist. Ernst Grünfeld war einer der Söhne des Industriellen Paul und seiner Frau Margarete Grünfeld aus Nürnberg, der im Jahr 1911 dort die Gesellschaft für Elektrometallurgie mbH (GfE) gegründet hatte. Die GfE hatte ihren Hauptsitz ab 1931 in Berlin, die Familie musste 1935 Deutschland aufgrund der zunehmenden Repressalien verlassen und übersiedelte nach London.
Seit 1999 erinnert eine Gedenktafel auf dem Gehweg vor dem Grundstück Detmolder Straße 11 in Berlin-Wilmersdorf an die Tierärztin und Widerstandskämpferin Maria Gräfin von Maltzan. Margarethe von Trotta gestaltete in ihrem Spielfilm Rosenstraße die Figur der Lena Fischer charakterlich nach der streitbaren Gräfin. In Großbritannien und den USA gilt sie als Beispiel für die „anständigen Deutschen“, die den Nazi-Terror nicht mitmachten: Sie wurde in eine Video-Dokumentation aufgenommen, ihre Memoiren wurden von englischen Kritikern hoch gelobt. Die US-amerikanische jüdische Schauspielerin Deborah Lubar, die Maltzan verblüffend ähnlich sieht, hat den Zweiakter You do what you do (Autorin: Marianne Lust) mit Szenen aus dem Leben Maltzans in ihrem Solo-Programm. Die Autobiografie von Maria Gräfin von Maltzan ist inzwischen in 17 Auflagen sowie in mehreren Sonderauflagen erschienen.
Am 8. August 2008 erhielt die Kaserne der Schule für Diensthundewesen der Bundeswehr in Ulmen im Rahmen ihrer Feierlichkeiten zum 50-jährigen Bestehen den Namen Gräfin-von-Maltzan-Kaserne.
Die letzte Ruhestätte von Maria Gräfin Maltzan auf dem Friedhof Heerstraße in Berlin-Westend (Grablage: 13 C-011-EW) ist seit 2021 als Ehrengrab des Landes Berlin gewidmet. Die Widmung gilt zunächst für die übliche Frist von zwanzig Jahren, kann anschließend aber verlängert werden.
Am 28. Januar 2021 hat die Bezirksverordnetenversammlung auf eine Initiative des Künstlers Wolfgang Müller hin beschlossen, den Übergangsbereich der Naunynstraße in Berlin-Kreuzberg zum Oranienplatz in Maria-von-Maltzan-Platz zu benennen. Der Ort liegt unweit ihrer früheren Tierarztpraxis am Oranienplatz und wurde bislang traditionell „Bullenwinkel“ genannt. Am 6. April 2022 wurden die Straßenschilder in einer kleinen Feier enthüllt.

## Werke
- Schlage die Trommel und fürchte dich nicht, 1986 (zuletzt bei Ullstein, München 2009, ISBN 978-3-548-60877-8)
- Das neue Katzenbuch: Aufzucht und Pflege der Hauskatze. (Falken Verlag 1952)

## Filmografie
- Verrat (auf Englisch)
- Versteckt (englisch Forbidden)[7], Regie: Anthony Page, GB-USA-D 1984 (die Figur und Geschichte der Nina von Halder entspricht der Maria von Maltzans) basierend auf dem Buch von Leonard Gross. In den Hauptrollen: Jacqueline Bisset und Jürgen Prochnow.
- Berlin – Ecke Bundesplatz, Dokumentationsreihe, Regie: Hans-Georg Ullrich und Detlef Gumm, BRD 1986–2012, dokumentiert das Leben ausgewählter Bewohner im Kiez und ein Vierteljahrhundert Stück Berliner Zeitgeschichte. Maria von Maltzan begegnet dem Zuschauer mehrmals, z. B. als Gast im Gesprächskreis auf der Dachterrasse des homosexuellen "Aussteigerpaares" Hans Ingebrand und Reimar Lenz
- They Risked their Lives. Rescuers of the Holocaust, Dokumentarfilm, Regie: Gay Block, USA 1991 (darin Maria von Maltzan als sie selber)
- Rosenstraße, Regie: Margarethe von Trotta, Deutschland 2003 (die Figur der Lena Fischer ist Maria von Maltzan charakterlich nachempfunden)